# La Forêt-de-Tessé
La Forêt-de-Tessé là một xã thuộc tỉnh Charente thuộc vùng Nouvelle-Aquitaine tây nam nước Pháp. Xã nay có độ cao trung bình 143 mét trên mực nước biển.